# Storadmiral
Storadmiral er en historisk officersgrad i en flåde. Rangen betragtes som den højeste rang i et lands flåde.
Den mest kendte brug af rangen var i Tyskland ((tysk): Großadmiral) hvor den tidligere var den højeste tjenestegrad. Rangen blev i Tyskland sidst benyttet i Kriegsmarinen. Den tilsvarede feltmarskal i Heer og Luftwaffe. Disse grader blev kun brugt i krigstid.

## Storadmiraler

### Kendte storadmiraler
Frankrig, Marine Nationale (Amiral de la Flotte)
- François Darlan, 1940

Italien, Regia Marina (Grande Ammiraglio)
- Paolo Thaon di Revel, 1924

Japan, Kejserlige japanske flåde (Gensui)
- Saigō Tsugumichi, 1898
- Koga Mineichi, 1944 (postum)

Storbritannien, Royal Navy, (Admiral of the Fleet)
- Richard Howe, 1. Earl Howe, 1796
- John Fisher, 1905
- John Jellicoe, 1914
- David Beatty, 1919
- Dudley Pound
- Andrew Cunningham, 1943
- Louis Mountbatten, 1956

Tyskland, Kejserlige Flåde, Kriegsmarine (Großadmiral)
- Alfred von Tirpitz, 1911
- Henning von Holtzendorff, 1918
- Erich Raeder, 1939
- Karl Dönitz, 1943

USA, United States Navy, (Fleet Admiral)
- William D. Leahy, 1944
- Ernest J. King, 1944
- Chester W. Nimitz, 1944
- William F. Halsey, 1945

### Fiktive storadmiraler
- Thrawn – Det Galaktiske Imperiums storadmiral i Timothy Zahns Star Wars-bogtrilogi